# San Isidro, Altotonga
San Isidro är en ort i Mexiko.   Den ligger i kommunen Altotonga och delstaten Veracruz, i den sydöstra delen av landet, 210 km öster om huvudstaden Mexico City. San Isidro ligger 980 meter över havet och antalet invånare är 140.
Terrängen runt San Isidro är bergig söderut, men norrut är den kuperad. Runt San Isidro är det ganska tätbefolkat, med 104 invånare per kvadratkilometer. Närmaste större samhälle är Atzalan, 14,8 km väster om San Isidro. I omgivningarna runt San Isidro växer i huvudsak städsegrön lövskog.